# Stichaeidae
Los sticaeidos (Stichaeidae) son una familia de peces marinos incluida en el orden Perciformes. Se distribuyen casi todas las especies por aguas del océano Pacífico, con la excepción de tres especies en el océano Atlántico norte. Su nombre procede del griego stychos, que significa "línea", debido a la forma extremadamente alargada de sus cuerpos.

## Morfología
La mayoría de las especies tienen la aleta dorsal totalmente espinosa, otras con al menos algunas espinas en la aleta dorsal. Las aletas pélvicas con los radios de aleta ramificados, si es que están presentes, con el origen de la aleta anal generalmente equidistante al hocico y origen de la aleta caudal, o en algunas más cerca del hocico.

## Géneros
Existen más de 70 especies agrupadas en los siguientes 35 géneros:
- Subfamilia Azygopterinae Makushok, 1958:
  - Azygopterus Andriashev y Makushok, 1955
  - Leptostichaeus Miki, 1985
- Subfamilia Chirolophinae Jordan y Evermann, 1898:
  - Bryozoichthys Whitley, 1931
  - Chirolophis Swainson, 1839
  - Gymnoclinus Gilbert y Burke, 1912
  - Soldatovia Taranetz, 1937
- Subfamilia Lumpeninae Jordan y Evermann, 1898:
  - Acantholumpenus Makushok, 1958
  - Anisarchus Gill, 1864
  - Leptoclinus Gill, 1861
  - Lumpenella Hubbs, 1927
  - Lumpenus Reinhardt, 1836
  - Neolumpenus Miki, Kanamaru y Amaoka, 1987
  - Poroclinus Bean, 1890
  - Xenolumpenus Shinohara y Yabe, 2009
- Subfamilia Opisthocentrinae Jordan y Evermann, 1898:
  - Askoldia Pavlenko, 1910
  - Kasatkia Soldatov y Pavlenko, 1916
  - Lumpenopsis Soldatov, 1916
  - Opisthocentrus Kner, 1868
  - Pholidapus Bean y Bean, 1897
  - Plectobranchus Gilbert, 1890
- Subfamilia Stichaeinae Gill, 1864:
  - Ernogrammus Jordan y Evermann, 1898
  - Eumesogrammus Gill, 1864
  - Plagiogrammus Bean, 1894
  - Stichaeopsis Kner, 1870
  - Stichaeus Reinhardt, 1836
  - Ulvaria Jordan y Evermann, 1896
- Subfamilia Xiphisterinae Jordan, 1880:
  - Alectrias Jordan y Evermann, 1898
  - Alectridium Gilbert y Burke, 1912
  - Anoplarchus Gill, 1861
  - Cebidichthys Ayres, 1855
  - Dictyosoma Temminck y Schlegel, 1845
  - Esselenichthys Anderson, 2003
  - Phytichthys Hubbs, 1923
  - Pseudalectrias Lindberg, 1938
  - Xiphister Jordan, 1880